# Albugo candida
Espèce
Albugo candida est une espèce de pseudochampignon oomycète de la famille des Albuginaceae.
C'est l'agent pathogène de la rouille blanche, maladie fongique qui affecte diverses espèces de Brassicaceae (Crucifères) sauvages ou cultivées.

## Synonymes
Selon Catalogue of Life (29 juillet 2014) :
- Aecidium candidum Pers. 1792,
- Albugo candida var. candida (Pers.) Roussel 1806,
- Albugo candida f. candida (Pers.) Roussel 1806,
- Albugo candida var. ellipsoidea O. Savul. 1946,
- Albugo candida var. macrospora Togashi 1955,
- Albugo candida f. microspora O. Savul. 1946,
- Albugo candida var. microspora Togashi & Shibas. 1934,
- Albugo cruciferarum (DC.) Gray 1821,
- Albugo macrospora (Togashi) S. Ito 1935,
- Albugo mauginii (Parisi) Cif. & Biga 1955,
- Caeoma candidum  (Pers.) Nees 1816,
- Cystopus candidus (Pers.) Lév. 1848,
- Cystopus candidus f. alyssi-alyssoides Savul. & Rayss 1930,
- Cystopus candidus f. brassicae-nigrae Savul. & Rayss 1930,
- Cystopus candidus var. candidus (Pers.) Lév. 1848,
- Cystopus candidus f. candidus (Pers.) Lév. 1848,
- Cystopus candidus f. capsellae Savul. & Rayss 1930,
- Cystopus candidus f. capsellae-bursae-pastoris Savul. & Rayss 1930,
- Cystopus candidus f. coronopi-procumbentis Savul. & Rayss 1930,
- Cystopus candidus f. heliophilae Henn.,
- Cystopus candidus f. hesperidis Savul. & Rayss 1930,
- Cystopus candidus f. hesperidis-matronalis Savul. & Rayss 1930,
- Cystopus candidus f. lepidii-perfoliati Savul. & Rayss 1930,
- Cystopus candidus var. macrospora Togashi, Sibas. & Sugano 1930,
- Cystopus candidus var. mauginii Parisi 1925,
- Cystopus candidus var. microspora Togashi, Sibas. & Sugano 1930,
- Cystopus candidus f. sinapidis-arvensis Savul. & Rayss 1930,
- Cystopus candidus f. syreniae-sessiliflorae Savul. & Rayss 1930,
- Uredo candida (Pers.) Pers. 1801,
- Uredo candida Rabenh. 1844,
- Uredo candida var. cruciferarum (DC.) DC. 1815,
- Uredo cruciferarum DC. 1805.